# 미르코 츠베트코비치

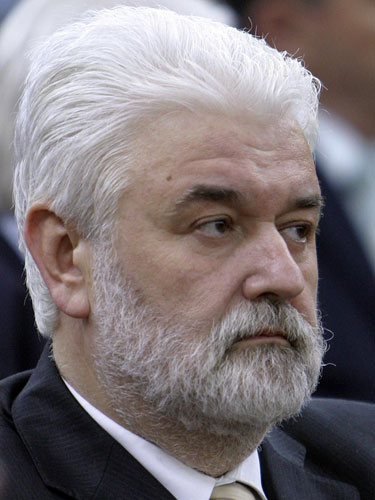
미르코 츠베트코비치

미르코 츠베트코비치(세르비아어: Мирко Цветковић / Mirko Cvetković, 1950년 8월 16일 ~ )는 세르비아의 정치인이다.
베오그라드 대학교 출신이다. 1980년대에 세계은행의 외부 자문 위원으로 근무하면서 파키스탄, 인도, 터키에 관한 다수의 계획을 진행했다. 또한 유엔 개발 계획의 소말리아 개발 계획에 참여했다.
2007년 5월 15일부터 2008년 7월 7일까지, 2011년 3월 14일부터 2012년 7월 27일까지 세르비아 재무부 장관을 역임했고 2008년 7월 7일부터 2012년 7월 27일까지 세르비아의 총리를 역임했다.